# Hauptsturmführer

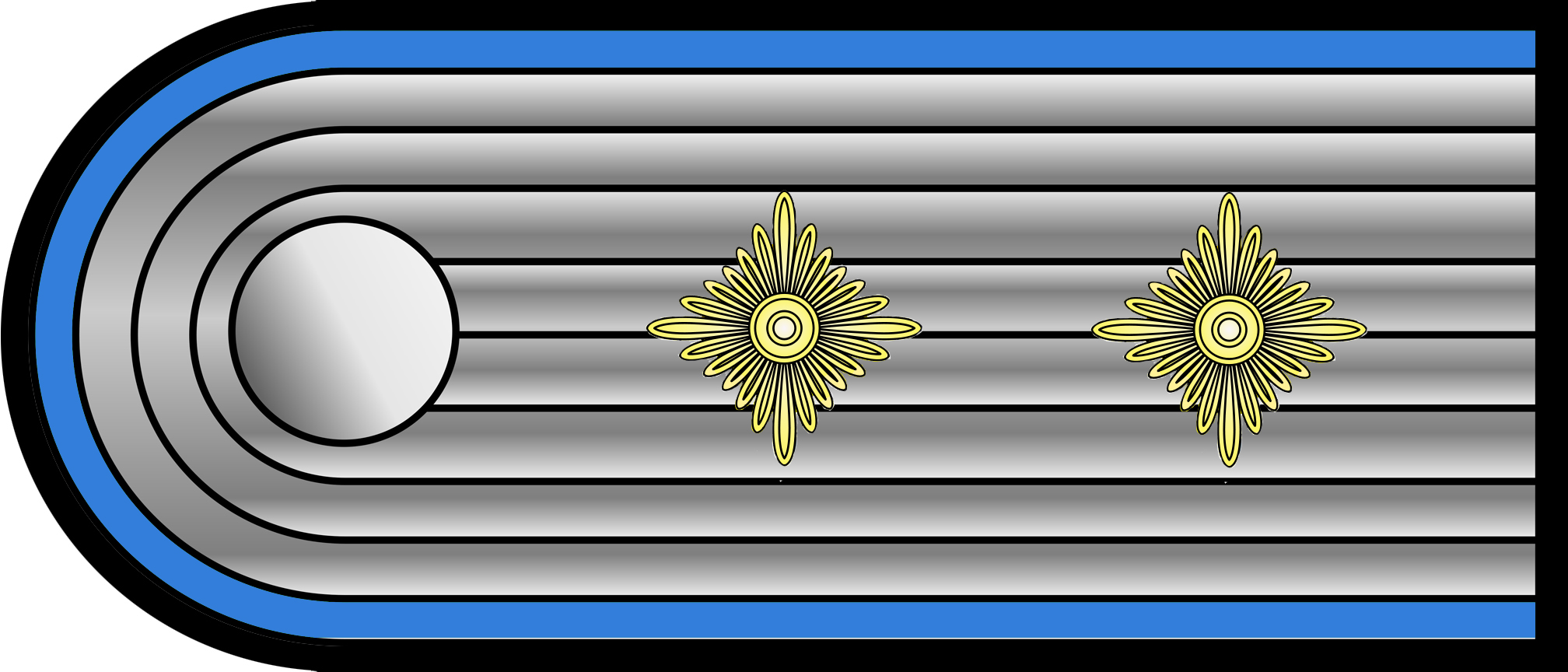
Galón de SS-hauptsturmführer.

Emblema de cuello para un hauptsturmführer de las SS.

Hauptsturmführer era un rango militar de las SS que fue usado entre los años 1934 y 1945. El grado de hauptsturmführer era de tipo medio dentro de la categoría de oficiales, equivalente al de capitán (hauptmann) en el Heer (Ejército alemán). El hauptsturmführer fue el más común grado de oficial de las SS durante la Segunda Guerra Mundial y evolucionó desde la mucho más antigua categoría de sturmhauptführer, creada en 1928 como un rango de las Sturmabteilung (SA). Las SS utilizaron el rango de Sturmhauptführer de 1930 a 1934, fecha en la que, después de la noche de los cuchillos largos, el nombre del grado fue cambiado a hauptsturmführer, aunque la insignia siguió siendo la misma. 
Se sabe que algunos de los más famosos miembros de las SS han ostentado el rango de hauptsturmführer. Entre ellos se encuentran Josef Mengele, el médico asignado a Auschwitz; Klaus Barbie, jefe de la Gestapo en Lyon, Alois Brunner, el ayudante de Adolf Eichmann, y Amon Goeth, que fue inmortalizado en la película La lista de Schindler, de Steven Spielberg (1993). La insignia de plata para hauptsturmführer era de tres pepitas de plata y dos franjas sobre un parche de cuello negro, colocado en la solapa opuesta de la insignia de su unidad. El rango inmediatamente inferior al de hauptsturmführer era el de obersturmführer y el superior, el de sturmbannführer.

## Referencias

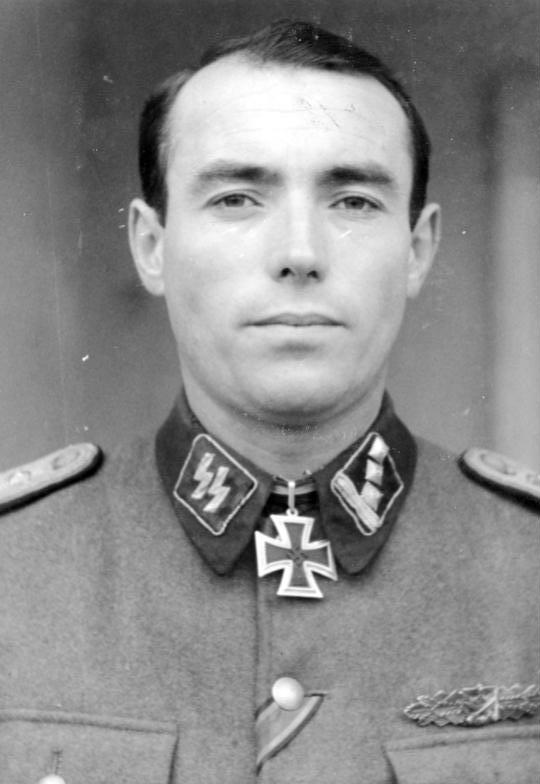
El SS-hauptsturmführer Albert Klett con el rango visible en el cuello izquierdo del uniforme.